# Santiago Fosgt
Santiago Fosgt (Paraná, Entre Ríos, Argentina, 17 de abril de 1986) es un exfutbolista argentino. Jugaba como defensa central y su último equipo fue la Univ. Técnica de Cajamarca de la Liga 1 de Perú. 
Su hermano menor "Paton" Enzo Fosgt también es futbolista, juega en Atlético Belgrano de Paraná el Torneo Argentino B.

## Trayectoria
Debutó a los 16 años en Club Atlético Patronato jugando el Torneo Argentino B. Luego pasó Juventud Las Piedras, club con el cual pudo ascender al Campeonato Uruguayo de Primera División 2007-08. Compartió la defensa con Miguel Britos. Posteriormente, su pase fue adquirido por Danubio, donde se desempeñó hasta 2009. Además fue subcampeón del Torneo Apertura 2008.
A mediados del 2009 llega al recién ascendido Centro Atlético Fenix, en este club tuvo la continuidad deseada y destacó como defensa.

### Colón de Santa Fe
Debido a su gran rendimiento, fue visto por clubes como Club Atlético Peñarol y Argentinos Juniors, sin embargo, la muralla decide emigrar a Club Atlético Colón. Fue a préstamos por un año con opción de compra. En colón no tuvo la continuidad deseada, estuvo jugando gran parte de su contrato en la reserva. Jugó al lado de Lucas Alario, Emmanuel Gigliotti y el boliviano Ronald Raldés.
El 18 de julio del 2013 fue confirmado como nuevo refuerzo de Club Atlético Patronato.
A mediados del 2014 se marcha a El Tanque Sisley club donde tuvo bastante continuidad siendo una de los principales figura.
Luego de su gran temporada en Uruguay, decide marcharse al Atlético Venezuela. Deportivamente le fue bien, siendo uno de los más regulares del equipo, sin embargo, la crisis social de Venezuela hizo que su estadía en tierras llaneras no sea una buena experiencia.
Vuelve a Centro Atlético Fenix luego de 7 años. Logra salvar el descenso en las últimas fechas.
En diciembre del 2018 se confirma su incorporación a Universidad Técnica de Cajamarca, para jugar la Copa Sudamericana 2019.

## Clubes

### Estadísticas
| Club                             | País      | Año         | Partidos | Goles | Asistencias | Prom. |
| -------------------------------- | --------- | ----------- | -------- | ----- | ----------- | ----- |
| C.A. Patronato                   | Argentina | 2005        | 6        | 0     | ?           | 0     |
| C.A. Juventud                    | Uruguay   | 2005 - 2008 | 22       | 1     | ?           | 0.05  |
| Danubio F.C.                     | Uruguay   | 2008 - 2009 | 3        | 0     | ?           | 0     |
| C.A. Fénix                       | Uruguay   | 2009 - 2011 | 42       | 8     | 0           | 0.19  |
| C.A. Colón                       | Argentina | 2011 - 2013 | 3        | 0     | 0           | 0     |
| C.A. Patronato                   | Argentina | 2013 - 2014 | 5        | 0     | 0           | 0     |
| C.C.D. El Tanque Sisley          | Uruguay   | 2014 - 2015 | 23       | 0     | 0           | 0     |
| Atlético Venezuela C.F.          | Venezuela | 2015 - 2016 | 21       | 1     | ?           | 0.05  |
| C.C.D. El Tanque Sisley          | Uruguay   | 2017        | 33       | 2     | 4           | 0.06  |
| C.A. Fénix                       | Uruguay   | 2018        | 19       | 1     | 1           | 0.05  |
| Universidad Técnica de Cajamarca | Perú      | 2019        | 16       | 0     | 0           |       |
| Total                            |           | 2005 - 2019 | 193      | 13    | 5           | 0.07  |

- Actualizado el 4 de enero de 2019.